# Grindon (Staffordshire)
Grindon es una parroquia civil y un pueblo del distrito de Staffordshire Moorlands, en el condado de Staffordshire (Inglaterra).

## Geografía
Según la Oficina Nacional de Estadística británica, Grindon tiene una superficie de 13,25 km².

## Demografía
Según el censo de 2001, Grindon tenía 212 habitantes (49,53% varones, 50,47% mujeres) y una densidad de población de 16 hab/km². El 14,15% eran menores de 16 años, el 79,72% tenían entre 16 y 74, y el 6,13% eran mayores de 74. La media de edad era de 42,02 años. Del total de habitantes con 16 o más años, el 24,73% estaban solteros, el 67,03% casados, y el 8,24% divorciados o viudos.
Todos los habitantes eran originarios del Reino Unido. Según su grupo étnico, el 98,6% eran blancos y el 1,4% negros. El cristianismo era profesado por el 84,43%, mientras que el 8,96% no eran religiosos y el 6,6% no marcaron ninguna opción en el censo.
Había 81 hogares con residentes, 7 vacíos, y 3 eran alojamientos vacacionales o segundas residencias.